# Kirsten Schwalbe
Kirsten Anna Schwalbe (* 10. März 1914 in Struer) ist eine dänische Supercentenarian. Sie ist seit dem 4. April 2024 die älteste in Dänemark lebende Person.

## Leben
Kirsten Schwalbe wuchs gemeinsam mit fünf Geschwistern in der norddänischen Kleinstadt Struer auf. Mit 15 Jahren verließ sie die Schule und arbeitete zunächst als Kindermädchen bei einer Bauernfamilie in Holstebro. Mitte der 1930er-Jahre absolvierte sie dann eine Ausbildung zur Schneiderin. In diesem Beruf war sie in verschiedenen Firmen bis zu ihrer Pensionierung Mitte der 1970er-Jahre tätig. Im Jahr 1938 heiratete sie und bekam mit ihrem Ehemann drei Töchter. Nach dem Ende des Zweiten Weltkrieges zog sie im Sommer 1945 mit ihrer Familie von Holstebro wieder zurück in ihre Heimatstadt Struer, wo sie auch heute noch wohnt.
Ihr Ehemann starb im Jahr 1981. Ihre Mutter starb im Alter von 49 Jahren an einer schweren Krankheit. Zwei ihrer Geschwister starben jeweils mit rund 100 Jahren. Eine Schwester von ihr starb im Alter von 103 Jahren. Schwalbe lebt nach wie vor in ihrer eigenen Wohnung und verrichtet gerne Handarbeiten. Erst im Alter von über 70 Jahren trank sie zum ersten Mal Bier der Marke Carlsberg. Mit 104 Jahren wurde ihr aufgrund von Herzproblemen operativ ein Herzschrittmacher eingesetzt. Ihre älteste Tochter (* 1939) lebt inzwischen in einem Pflegeheim. Schwalbe hat neun Enkelkinder, mehrere Urenkelkinder und einen Ururenkel. Ihr Bruder Bertel (* 1921) lebt inzwischen ebenfalls in einem Pflegeheim.
Mit ihrem 110. Geburtstag am 10. März 2024 wurde Schwalbe zur Supercentenarian. Seit dem Tod von Karen Rigmor Moritz am 4. April 2024 ist Kirsten Schwalbe die älteste in Dänemark lebende Person. Sie ist nach dem Tod von Jens Peter Westergaard (26. April 1914–23. Juli 2024) zudem die einzige noch lebende Person in Dänemark, die im Jahr 1914 geboren wurde. Seit dem Tod der aus Schweden stammenden Agnes Bostrom am 16. November 2024 im Alter von 112 Jahren ist Schwalbe nun auch die älteste in Skandinavien lebende Person.